# Adetus irregularis
Adetus irregularis là một loài bọ cánh cứng trong họ Cerambycidae.